# Marquis d'Ajuda-Pinto
Le marquis d’Ajuda-Pinto (Miguel d'Ajuda-Pinto) est un personnage de La Comédie humaine d'Honoré de Balzac. Il apparaît en 1835 dans Le Père Goriot, où son coup d'éclat est d'abandonner sa maîtresse, la vicomtesse de Beauséant.

## Biographie du personnage
Aristocrate portugais, il est issu d'une famille riche (liée aux maisons de Grandlieu et de Bragance), dont le blason est très ancien. C’est un dignitaire, un personnage impertinent et vaniteux, qui hante les salons avec l’assurance que lui donne sa position. Il est l’amant de la vicomtesse de Beauséant, ce qui ne l’empêche pas d’épouser Berthe de Rochefide. 
L'usurier Gobseck proclame en être "l'ami intime" au même titre que d'autres personnages récurrents de la Comédie Humaine, ce qui à la fois n'est pas bon signe pour le marquis, et à la fois une nouvelle preuve de la complexité du maillage des personnages de la cathédrale balzacienne.  
En 1840, veuf de Berthe de Rochefide, il se remarie avec Joséphine de Granlieu, troisième fille du duc de Grandlieu et sœur de Clotilde de Grandlieu (qui fut l'ex-fiancée de Lucien de Rubempré).
Personnage de second plan, séducteur superficiel, il fait partie du décor vivant de la vie parisienne. 

## Romans dans lesquels le personnage apparaît
Il est présent dans Illusions perdues, Splendeurs et misères des courtisanes, Béatrix, Le Père Goriot, Les Secrets de la princesse de Cadignan et La Femme abandonnée.